# 金光寺
金光寺位于广东饶平县高堂镇群星管区大岭山，于1989年再次重新建。由吴楚君女士筹资创立的，也是第一任主持，金光寺在饶平是第一大寺，规模宏伟，气势壮观。寺有引鹤泉，称“岭东第一泉”。